# Piratensender in Ostfriesland
Piratensender in Ostfriesland waren vor allem in den 1980er-Jahren zwischen Weser und Ems aktiv. Zeitweise waren mehr als 250 Piratensender in Betrieb. Das Programm der Sender bestand hauptsächlich aus Schlager- und Popmusik sowie aus volkstümlichen Liedern, die zusammen mit Glückwünschen und Beiträgen in Plattdeutsch ausgestrahlt wurden. Ein Schwerpunkt der Aktivitäten lag vor allem in den Fehngebieten rund um die Stadt Leer an der Ems.

## Hintergrund
Weshalb es gerade in Ostfriesland zu einer so hohen Dichte an Piratensendern kam, ist nicht abschließend geklärt. Viele Stationsbetreiber sahen in ihrem Engagement einen Beitrag zur Unterhaltungskultur in einer Region, die sonst im ländlichen Raum wenig kulturelle Angebote hat. Der Spezialist für die saterfriesische und die niederdeutsche Sprache Marron Curtis Fort von der Universität Oldenburg vermutete, dass die Einheimischen im Fehngebiet bei Leer, das vor 300 Jahren dem Moor abgerungen wurde, an den Kanälen im Saterland, im Oberledingerland und im Moormerland ein starkes Gefühl der Zusammengehörigkeit hätten.
In den 1970er-Jahren waren die niederländischen Off-Shore-Stationen Radio Caroline und Radio Veronica, die vor der niederländischen Küste lagen, auch in Ostfriesland zu hören und sehr beliebt. Zwischen der Szene der Piratensender in den Niederlanden und dem grenznahen Ostfriesland gibt es immer wieder Verbindungen.

## Technik
In den 1980er-Jahren griffen die meisten Piratensender auf selbstgebaute UKW-Sender zurück. Teilweise wurde auch auf Mittelwelle und Kurzwelle gesendet. Ab den 1990er-Jahren sendeten einige Hobbypiraten zwar weiter auf Kurzwelle, jedoch sind die meisten lokalen Piratensender aus Ostfriesland heute auf UKW zu empfangen. Das technische Equipment besteht heute aus Stereosendern mit RDS-Signal. Die Antennenanlagen sind meist Rundstrahlantennen in (für Ostfriesland) ausreichender Höhe auf Masten.

## Entwicklung

### 1970er- und 1980er-Jahre
Vor der Einführung des privaten Hörfunks in Deutschland gingen viele Bürger in kleinen ostfriesischen Dörfern mit selbst gebauten Sendern auf Sendung. Einzelne Sender erhielten später eine Lizenz und sind heute als Privatsender in Betrieb.
Der NDR berichtete in einem Beitrag über bis zu 80 Stationen in dem Ort Ostrhauderfehn (Radio Acapulco, Radio Power Play, Radio Butterfly, Radio Monika, Radio ihr kriegt mich nicht und andere).
Radio Ostfriesland nahm aus einem Wohnzimmer 1976 seinen Sendebetrieb auf „je nachdem, wie wir Zeit und Lust hatten“ (die Stationsbetreiberin).
Radio Bonanza sendete auf Mittelwelle von 1972 bis 1976, danach nur noch vereinzelt bis 1978 aus der benachbarten Grafschaft Bentheim. Der Sender hatte zeitweise über 700 Watt.
Auf Norderney ging im August 1986 der SturmWellenSender Radio SWS auf Sendung. Täglich wurden mehrere Stunden Musik gesendet. Seit Pfingsten 1994 besitzt der Sender eine offizielle Sendegenehmigung für die Sommersaison und sendet seit 2003 rund um die Uhr aus dem „einzigen Strandstudio Deutschlands“ direkt an der Promenade am Nordstrand. Er finanziert sein Programm durch lokale und überregionale Werbung, Spendengelder und Einnahmen bei Veranstaltungen. Für die Übertragungen der Norderneyer Rats- und Ausschusssitzungen erhält der Sender eine Sondersendelizenz und überträgt diese auch außerhalb des Saisonsendebetriebes.

### 1990er-Jahre
In Ostfriesland, vor allem rund um Leer an der Ems, waren laut der damaligen Oberpostdirektion Bremen mehr als 250 Piratensender in Betrieb. Ein Mitarbeiter der Funkkontrollmeßstelle in Itzehoe nannte die Piratensender eine „regelrechte Volksseuche“. Der Spiegel berichtete in einer ausführlichen Geschichte im Mai 1990 über die Szene in Ostfriesland.
Für die Piratensender machte sich 1990 sogar Bürgermeister Harm Weber im Moormerland stark. Er schrieb der Bundesregierung und Landesregierung: "Sie wären bereit, dafür Gebühren zu zahlen, wenn man ihnen diese Sendungen genehmigen würde. Sie bringen die Musiksendungen nur, um ihre Mitmenschen zu erfreuen." Die hannoversche Staatskanzlei antwortete, dass die Regierung „noch keine Möglichkeit“ sehe, „sogenannten ‚Piratensendern‘ eine rundfunkrechtliche Erlaubnis zur Veranstaltung ihrer Programme zu erteilen“.
Neben Radio Ostfriesland, erfreute sich auch Radio Albatros von Käthe und Hermann Groen in Neermoor großer Beliebtheit. Daneben sendeten Radio Hollidey und Radio Buur Hannes. 
Am 22. April 1992 sendete der Piratensender „Radio Überleben“ zum ersten Mal ein kurzes Programm. Der illegale Sender setzte sich zum großen Teil aus Mitarbeitern des kurz vor der Schließung stehenden AEG-Olympia-Werkes in Roffhausen bei Wilhelmshaven zusammen. Ihr Ziel war die Erhaltung der Arbeitsplätze in der ohnehin strukturschwachen Region. Der Arbeitskampf zeigte Erfolg: Ein Konzept für ein TCN (Technologie Centrum Nordwest) wurde entwickelt, das die Ausgliederung und Weiterführung von Betriebsteilen der Olympia als selbstständige Unternehmen vorsah.
Ein Jahr lang sendete Radio Überleben fast jeden Mittwoch eine Viertel- bis eine halbe Stunde. Die Übertragung musste manchmal vorzeitig abgebrochen werden, da die Bundespost (heute Bundesnetzagentur) die Radiomacher eifrig jagte. Als das niedersächsische Landesrundfunkgesetz (LRG) am 9. November 1993 in Kraft trat, erhob der Piratensender offiziell den Anspruch, in Wilhelmshaven und Friesland Rundfunk zu machen. Das heutige Radio Jade entstand aus diesem Sender.

### 2000er-Jahre
Aktuell (Juli 2022) ist Radio Halli Galli auf der Frequenz 98,9 MHz im südlichen Ostfriesland gut zu empfangen. Es wird Popmusik und Schlager gesendet.
Auch 2012 sind noch vereinzelt Piratensender in Ostfriesland aktiv. Radio Infinity aus Rhauderfehn sendet vor allem an Wochenenden. Daneben senden Radio Arizona und Radio Santa Fe hauptsächlich Schlager. Radio Malaga und Radio Insa senden auf UKW 100,0 MHz in Ostfriesland.
Die Bundesnetzagentur (BNetzA) hob am 26. Januar 2006 in Ostfriesland sechs UKW-Piratensender aus. Betroffen waren die Stationen Fehntjer Piratenteam, Radio Intercity (Rhauderfehn), Radio Renaldo (Flachsmeer) und Radio Tango. Die Behörde soll die Stationen bereits Ende 2005 angepeilt und sich daraufhin Durchsuchungsbeschlüsse besorgt haben. Keine der Stationen war zum Zeitpunkt der Durchsuchung auf Sendung.
Früher war die Frequenz 104,0 MHz eine "Stammfrequenz" für verschiedene Piratensender. Sie spielt keine Rolle mehr, seit das legale Radio Ostfriesland vom Fernmeldeturm Leer-Nüttermoor auf 103,9 MHz sendet. Die ebenfalls zeitweise recht beliebte Frequenz 97,1 MHz wird ebenfalls nicht mehr genutzt, seit sie mit dem legalen Schlagersender RadioNL aus Smilde besetzt ist.

## Belege
1. 1 2 3 4  Ostfriesen: Stück vom Schwein. In: Der Spiegel. Nr. 19, 1990, S. 104 (online – 7. Mai 1990).
2. ↑  Beitrag über ostfriesische Piratensender auf Youtube
3. 1 2  Radio Jade – Chronik, abgerufen am 4. Juni 2012
4. ↑  FM-Das Funkmagazin – Ostfriesland: Vier UKW-Piratensender ausgehoben, abgerufen am 4. Juni 2012